# プレッジング・マイ・タイム
「プレッジング・マイ・タイム」（Pledging My Time）は、ボブ・ディランが1966年に発表した、8小節ブルースの形式の楽曲。

## 概要
1966年3月8日、ナッシュビルで録音された。演奏者はチャーリー・マッコイ（ギター）、ロビー・ロバートソン（ギター）、ウェイン・モス（ギター）、ジョー・サウス（ギター、ベース）、アル・クーパー（オルガン）、ハーガス・ロビンス（ピアノ）、ケニー・バットレー（ドラムズ）。
同年3月24日、シングル「雨の日の女」のB面として発表。「雨の日の女」は5月21日付のビルボード・Hot 100で2位を記録し、全英シングルチャートでも7位を記録するなど大ヒットとなった。その後、5月16日発売のアルバム『ブロンド・オン・ブロンド』に収録された。
本作の後奏におけるディランのハーモニカは、ディランとしては珍しく途中からアンプリファイドされた音に変化する。
2015年11月6日発売のコンピレーション・アルバム『The Bootleg Series Vol. 12: The Cutting Edge 1965–1966』にファースト・テイクが収録された。

## カバー
細野晴臣、松本隆、小坂忠らが1969年に結成したバンド、エイプリル・フールのアルバム『APRYL FOOL』に収録。